# کوک-موینوک-۲ (شهرستان تونگ)
کوک-موینوک-۲ (به لاتین: Kök-Moynok-2) یک روستا در قرقیزستان است که در شهرستان تونگ واقع شده‌است. کوک-موینوک-۲ ۷۰۹ نفر جمعیت دارد.